# Via Rizzoli
La Via Francesco Rizzoli, ou simplement Via Rizzoli, est une rue du centre historique de Bologne située dans le quartier Santo Stefano, qui relie les deux tours (Asinelli et Garisenda) avec la Piazza del Nettuno et la Piazza Maggiore.
La rue porte le nom du chirurgien et philanthrope Francesco Rizzoli, qui a fait don de sa fortune à la municipalité de Bologne pour la construction d'un hôpital orthopédique, l'actuel Institut orthopédique Rizzoli.
Aujourd'hui, elle représente un carrefour piétonnier fondamental du centre-ville historique et commercial.

## Histoire

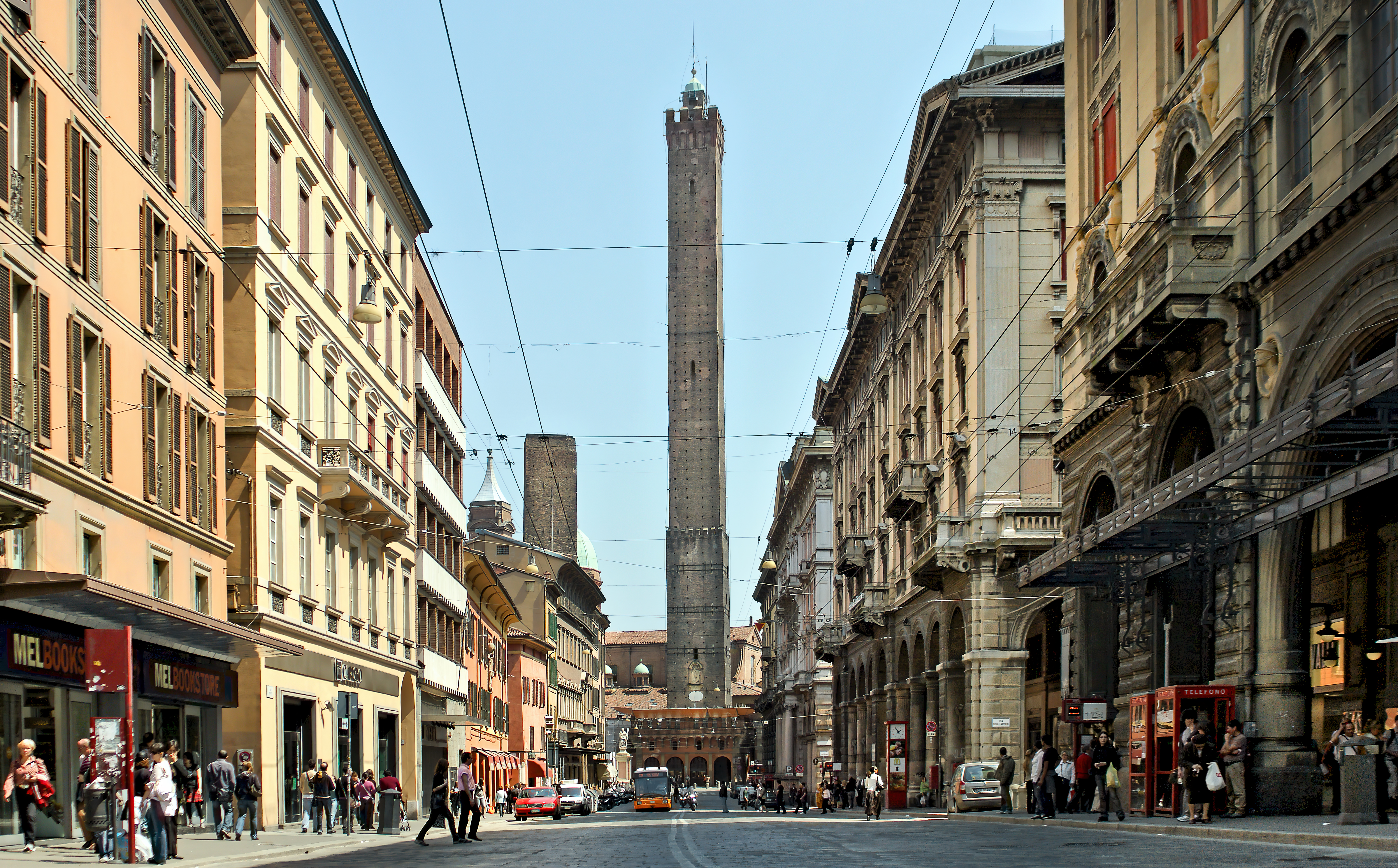
Les tours Asinelli et Garisenda au bout de la via Rizzoli.

Le tronçon faisait autrefois partie du decumanus maximus de la Bononia romaine et était inclus dans la Via Aemilia, qui reliait en ligne droite Ariminum (Rimini) à Placentia (Plaisance). À la fin du XIIIe siècle, il s'appelait Forum medii (marché du milieu), un toponyme qui s'explique par le grand marché aux céréales qui se tenait entre le marché de la Piazza di Porta Ravegnana et celui de la Piazza Maggiore. On suppose qu'au Moyen Âge la rue était passante et que des bâtiments à arcades en bois surplombaient l'étroite chaussée, démolie en 1496 afin de l'agrandir et d'en faire un lieu de promenade, après avoir déplacé le marché.
La rue dans son aspect actuel a plutôt été construite au début du XXe siècle : le plan directeur de 1889 avait en effet prévu le percement du Mercato di Mezzo ainsi que l'alignement d'autres rues en face de celui-ci. Dans le processus de modernisation, certains bâtiments historiques ont donc été démolis (comme le Palazzo Lambertini et l'ancienne résidence de l'Arte dei Beccai) et la chaussée a été élargie.

Vues.
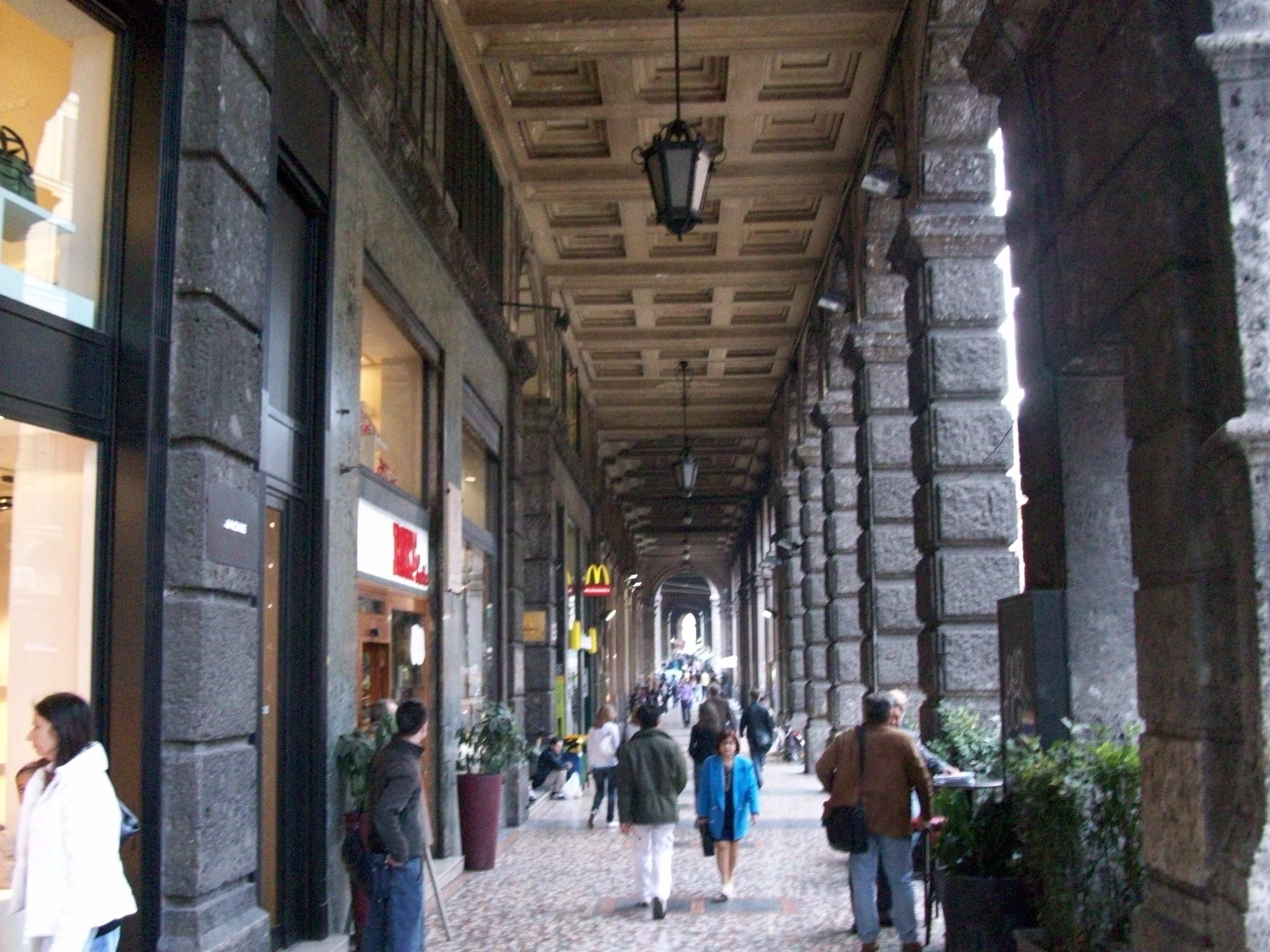
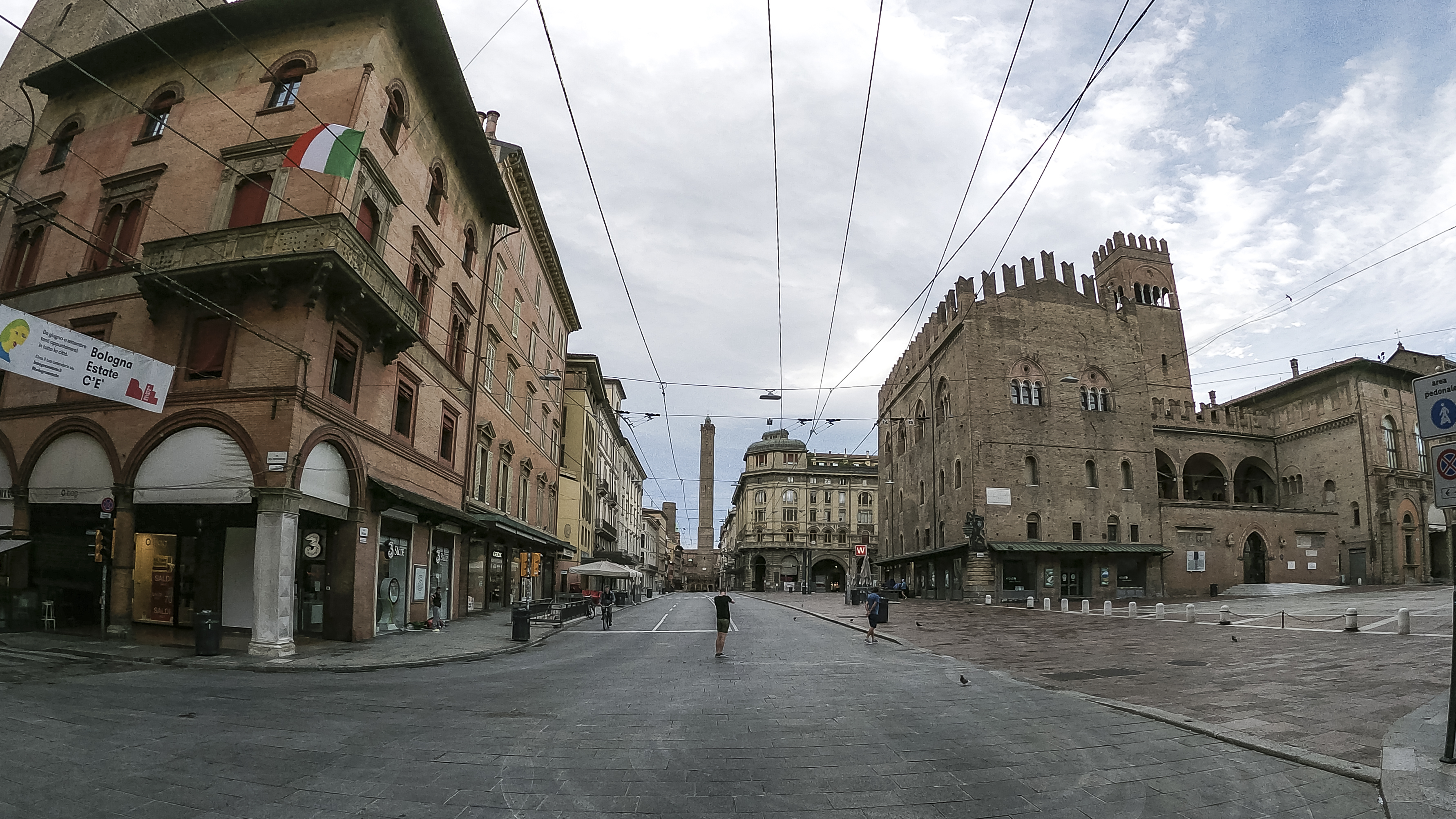
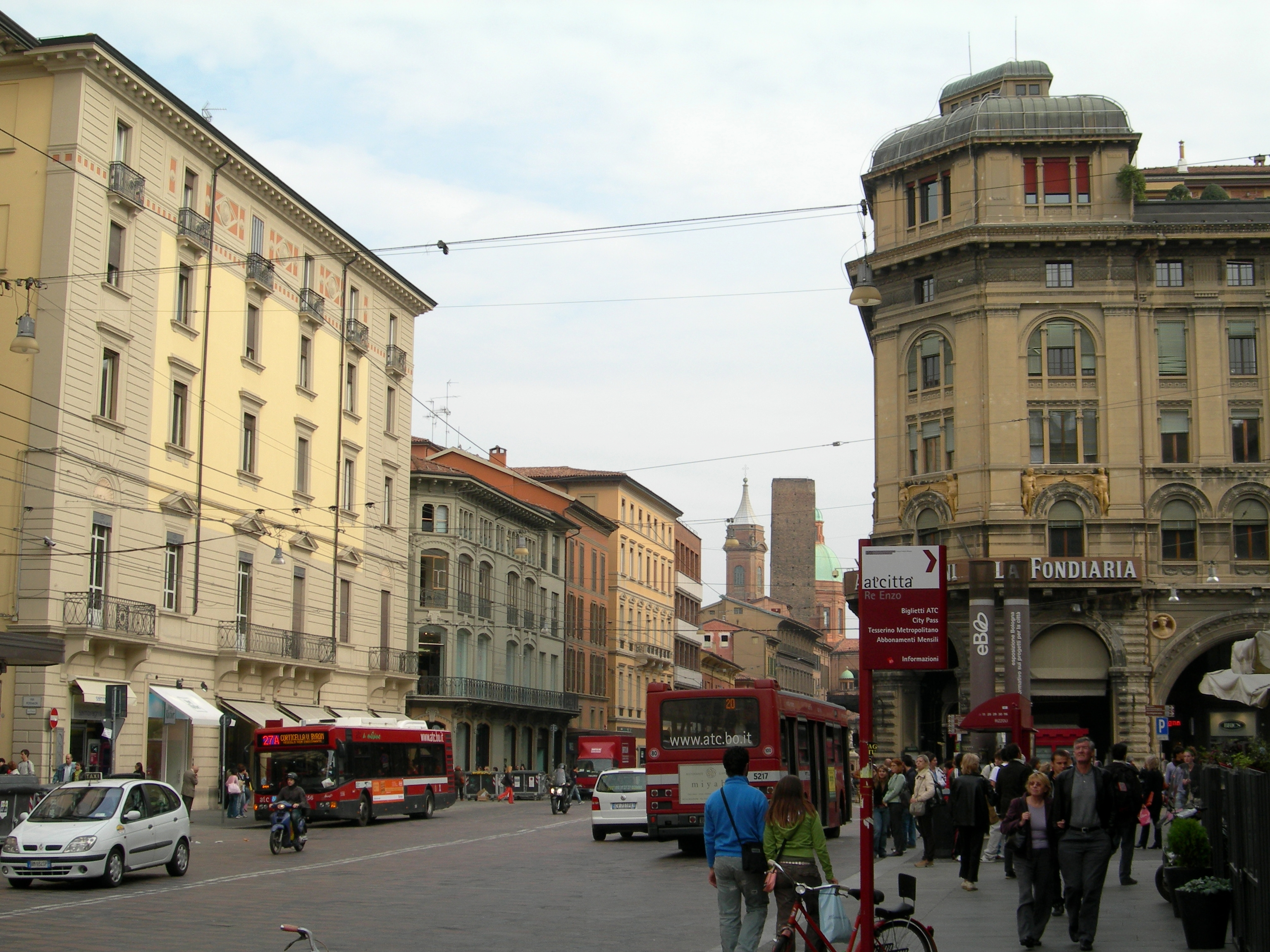
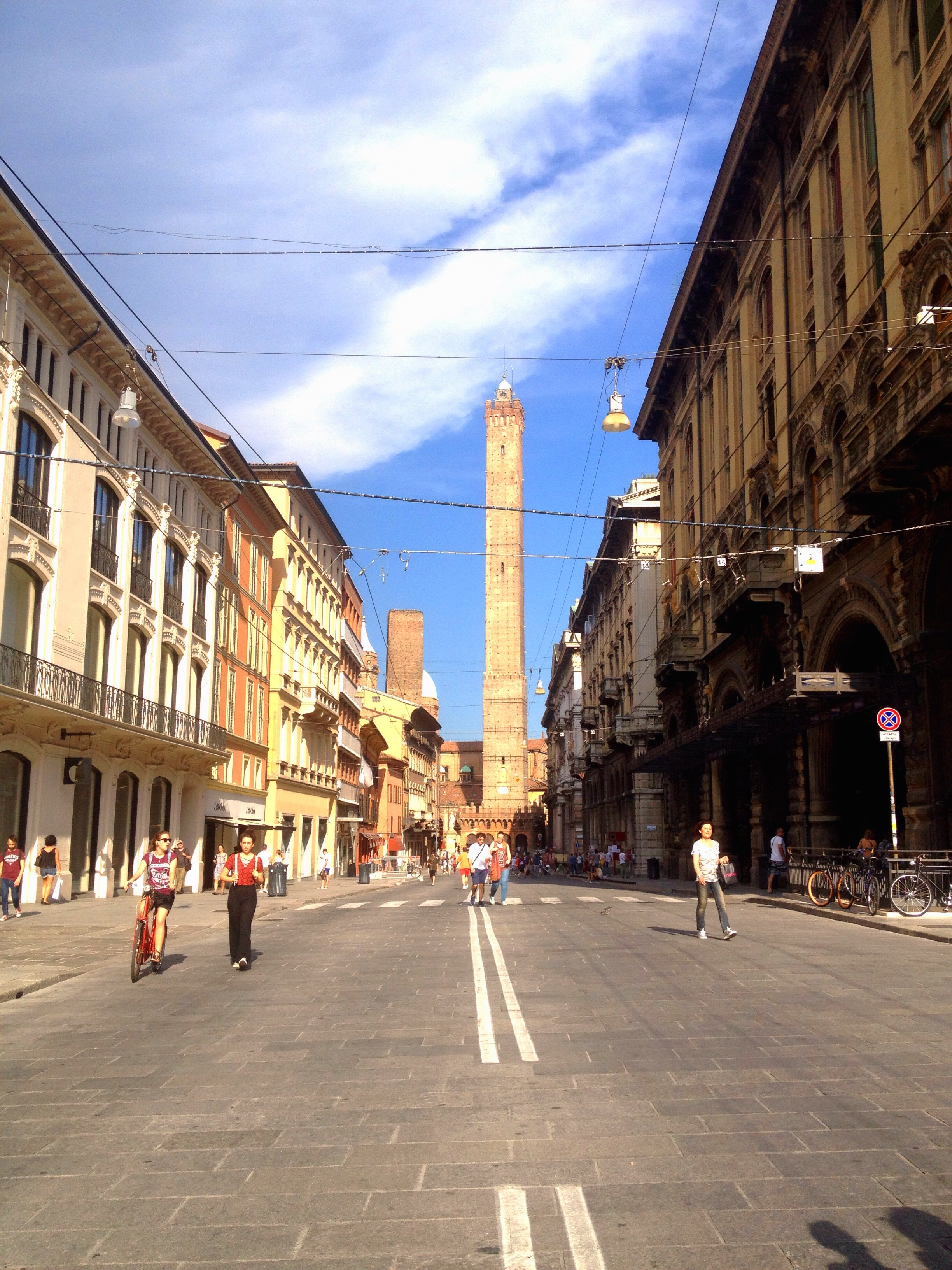